# Patrick Braoudé
Patrick Braoudé, né le 25 septembre 1954 à Paris, est un acteur, réalisateur, scénariste et producteur français.

## Biographie
Patrick Braoudé est le petit-fils d'Eliach Braoudé né le 15 janvier 1885 à Rosianck,, déporté par le Convoi No. 6, en date du 17 juillet 1942 de Pithiviers à Auschwitz.
Patrick Braoudé, ancien élève de l'école d'Alfort, soutient sa thèse de doctorat vétérinaire, Contribution à l'étude de l'insémination artificielle dans l'espèce canine, devant la Faculté de médecine de Créteil en 1979. Un jour, alors qu'il est venu au festival de Cannes, c'est la révélation. Il débute sur les planches puis fait ses premiers pas au cinéma dans un film de Roger Hanin. En parallèle, il écrit quelques scénarios. Il réalise son premier film en 1990, avec pour assistante sa femme, Guila Braoudé, qui devient réalisatrice en 1999 avec Je veux tout.
L'acteur est remarqué durant les années 2010 pour avoir à plusieurs reprises interprété le président de la République française : François Hollande dans La Dernière Campagne et Le 15 h 17 pour Paris, un Président de droite dans Un homme d'État et un Président non nommé dans Ils sont partout mais en évoquant clairement François Hollande.

## Filmographie
Sauf indication contraire, les informations mentionnées dans cette section peuvent être confirmées par les bases de données cinématographiques IMDb et Allociné,  présentes dans la section « Liens externes ».

### Réalisateur
- 1990 : Génial, mes parents divorcent !
- 1993 : Neuf Mois
- 1996 : Amour et Confusions
- 2000 : Deuxième Vie
- 2004 : Iznogoud

### Acteur
- 1982 : Toro Moreno de Gérard Krawczyk (court-métrage)
- 1983 : Ballade sanglante de Sylvain Madigan (court-métrage)
- 1984 : French Lover (Until September) de Richard Marquand : Passerby
- 1984 : Femmes de personne de Christopher Frank
- 1985 : Train d'enfer de Roger Hanin
- 1985 : Pas de vieux os, téléfilm de Gérard Mordillat
- 1985 : D'amour et d'eau chaude, téléfilm de Jean-Luc Trotignon : Roger
- 1986 : Je hais les acteurs de Gérard Krawczyk : Fineman
- 1987 : Sale Destin de Sylvain Madigan : le commis
- 1987 : L'Œil au beur(re) noir de Serge Meynard : Georges
- 1987 : L'Été en pente douce de Gérard Krawczyk : un gendarme
- 1988 : La Chaîne (du roman de Michel Drucker), feuilleton télévisé de Claude Faraldo
- 1989 : Un père et passe de Sébastien Grall : le neveu de Nikos
- 1990 : Génial, mes parents divorcent ! de Patrick Braoudé : Victor
- 1990 : Deux flics à Belleville, téléfilm de Sylvain Madigan : Roitelet
- 1991 : Strangers dans la nuit, téléfilm de Sylvain Madigan : Orion
- 1992 : Pour trois jours de bonheur, téléfilm de Jacques Otmezguine
- 1993 : Neuf Mois de Patrick Braoudé : Samuel
- 1994 : Grossesse nerveuse, téléfilm de Denis Rabaglia : Julien
- 1995 : Dis-moi oui de Alexandre Arcady : Brice
- 1996 : XY de Jean-Paul Lilienfeld : Éric Fleury
- 1996 : Amour et Confusions de Patrick Braoudé : Dan
- 1997 : Que la lumière soit ! de Arthur Joffé : le présentateur pub
- 1999 : Quasimodo d'El Paris de Patrick Timsit : Pierre-Grégoire
- 1999 : Je veux tout de Guila Braoudé : Laurent
- 2000 : Deuxième Vie de Patrick Braoudé : Vincent Degan
- 2001 : And Now... Ladies and Gentlemen de Claude Lelouch : le joaillier de Bulgari
- 2003 : Les Clefs de bagnole de Laurent Baffie : un comédien qui refuse de tourner avec Laurent
- 2003 : Tout pour l'oseille de Bertrand Van Effenterre : Patrick Croissard
- 2004 : Iznogoud de Patrick Braoudé : le marchand d'esclaves
- 2006 : Mes copines de Sylvie Ayme : le proviseur Doisneau
- 2012 : Camping Paradis (saison 4, épisode 1) : Jean-Paul Véron
- 2013 : Un homme d'État de Pierre Courrège : le Président Jean-François Vanier
- 2013 : La Dernière Campagne (téléfilm) de Bernard Stora : François Hollande
- 2014 : Tu veux ou tu veux pas de Tonie Marshall : l'écureuil
- 2014 : Scènes de ménages (L'Album de famille, un épisode) : Johnny
- 2016 : Joséphine s'arrondit de Marilou Berry : le père de Joséphine
- 2016 : Ils sont partout de Yvan Attal : le président de la République
- 2018 : Le 15 h 17 pour Paris (The 15:17 to Paris) de Clint Eastwood : François Hollande
- 2019 : The Attaché, série télévisée d'Eli Ben David
- 2020 : Divorce Club de Michaël Youn : Père de Sarah
- 2025 : Le Nounou, épisode Le Mariage : Edouard

### Scénariste
- 1986 : Black Mic-Mac
- 1987 : L'Œil au beur(re) noir
- 1987 : Un père et passe
- 1990 : Génial, mes parents divorcent !
- 1991 : Mohamed Bertrand-Duval
- 1993 : Neuf Mois
- 1995 : Neuf Mois aussi (Nine months)
- 1996 : Amour et Confusions
- 2000 : Deuxième Vie
- 2004 : Iznogoud
- 2005 : Mes copines

### Producteur
- 1999 : Je veux tout de Guila Braoudé
- 2000 : Deuxième Vie de lui-même

## Théâtre
Sauf indication contraire ou complémentaire, les informations mentionnées dans cette section peuvent être confirmées par la base de données Les Archives du spectacle.
- 1980 : Du ronron sur les blinis, auteur et acteur  , au petit Sorano à Vincennes puis au point virgule .
- 2009 : Les Insatiables d'Hanokh Levin, mise en scène Guila Braoudé, Studio des Champs-Elysées
- 2015 : Nos femmes d'Eric Assous, mise en scène Richard Berry, Théâtre de Paris
- 2017 : Folle Amanda, de Pierre Barillet et Jean-Pierre Grédy, mise en scène Marie-Pascale Osterrieth, Théâtre de Paris puis théâtre Antoine
- 2018 : Meurtre mystérieux à Manhattan de Woody Allen, mise en scène Elsa Royer, festival off d'Avignon
- 2019 : Père ou fils de Clément Michel, mise en scène Arthur Jugnot et David Roussel, théâtre de la Renaissance (Paris)
- 2022 : Boire, fumer et conduire vite de et mise en scène Philippe Lellouche, Théâtre de la Madeleine